# Juanito Jones
Juanito Jones é uma série de desenho animado infantil espanhola de 52 episódios, de 13 minutos cada, criada por Rose Capdevila, Gusti e Ricardo Alcantara. Foi produzida pela Cromosoma e Televisió de Catalunya e transmitida originalmente pela rede espanhola Antena 3 entre 2001 e 2002.
Posteriormente foi exibida em outras regiões do mundo, tendo sido adquirida por canais como Nickelodeon América Latina, Noga (Israel), TF1 (Itália), Televisa (México) e Disney Channel na França, Itália e Espanha ainda em 2001. Em Portugal estreou na RTP em 2002. No Brasil foi exibida pela Nickelodeon e estreou no Canal Futura em 2 de julho de 2007.

## História
Este desenho explica as aventuras de Juanito Jones, um menino que confronta situações perigosas, mas sempre consegue escapar facilmente. Isto porque estas aventuras fazem parte da imaginação dele. Ele usa a imaginação como uma solução dos problemas da vida real. Juanito está sempre acompanhado de seu ursinho de pelúcia, Sombra, que ganha vida em seu mundo imaginário. Na vida real, Juanito está sempre acompanhado da sua família.

## Personagens
- Juanito Jones - Um menino cheio de imaginação que vive imaginando aventuras parecendo com sua vida.
- Sombra - Um ursinho de pelúcia que o acompanha o Juanito em todas as aventuras além de ser medroso. Ele também adora tudo que é feito de limão. Na vida real Sombra não tem vida, somente nas imaginações de Juanito ele possui.

### Família Jones
- Vanessa - Irmã caçula do Juanito. É teimosa e adora encrencar seu irmão, mas no fundo gosta dele. Possui uma contraparte no Planeta Laranja que acompanha Juanito e Sombra em suas aventuras.
- Carmela - A mãe do Juanito que de vez em quando fica irritada com as coisas que ele faz, mas depois pede desculpas. No final da série ela fica grávida.
- Tom - É o pai do Juanito. É calmo e trabalha numa loja na cidade e está sempre despreocupado.
- Vovô - Avô de Juanito cujo, nome verdadeiro é Antônio. É um jardineiro e sempre ajuda seu neto nos problemas, lhe dando bons conselhos.

### Outras crianças
- Pedro - O vizinho e o melhor amigo de Juanito. Um garoto medroso e dentuço que sempre conversa com Juanito e adora comer queijo. Possui uma irmã mais velha que trabalha num circo e pouco aparece em casa. No final da série passa a namorar Úrsula. Possui uma contraparte no castelo do Rei Maldade sendo ruivo e tendo sido enfeitiçado pela Bruxa Muito Grito para não poder sair do castelo e ainda se transformar num rato toda vez que está assustado.
- Frank - É o rival de Juanito. Um garoto enorme e valentão que vive pegando no pé de Juanito desde que eles eram pequenos na escola e está sempre acompanhado por Paul. Não é muito esperto e sempre acaba se saindo mal. Possui uma contraparte bandido no velho oeste chamado Joe.
- Paul - Está sempre andando junto de Frank. Tem o olho direito roxo. Sempre tem boas ideias, mas Frank sempre faz Paul pensar que as boas ideias não são dele. Assim como Frank ele também tem uma contraparte no velho oeste que é capanga de Joe.
- Miranda - Namorada de Juanito. Juanito a conheceu no acampamento sendo que a princípio Juanito e Frank haviam disputado um com o outro para ver quem ficaria com ela. Mais tarde passa a se encontrar com Juanito em sua cidade junto de seus amigos. Possui uma contraparte índia no velho oeste chamada Arco-Íris que assim como Miranda também é apaixonada por Juanito, e também possui outra no castelo do Rei Maldade exatamente igual a ela possuindo o mesmo nome só que sendo filha de um padeiro.
- Úrsula - Uma menina grandalhona vizinha de Juanito. Conhece Juanito após ele voltar do acampamento de férias quando ela se muda pra sua vizinhança e se apaixona por ele instantaneamente passando a considerá-lo seu namorado mesmo ele já estadando comprometido com Miranda (sua prima). No final da série passa a namorar Pedro.

## Lugares
- Pré-História - Mostra a vida de Juanito numa versão pré-histórica como um homem das cavernas esperto convivendo com dinossauros.

- Ilha Misteriosa - Uma ilha desconhecida da qual Juanito e Sombra ficam presos nela após terem seu bote quebrado em alto mar. É povoada pela tribo do Barrigas Pintadas, uma tribo indígena amigável da qual Juanito e Sombra passam a fazer parte.

- Velho Oeste - Mostra as aventuras de Juanito e Sombra como um mocinho no velho oeste encarando a tirania do temido Joe (Frank) em uma cidadezinha isolada. Mais pro meio da série Juanito faz amizade com uma tribo indígena da qual se apaixona pela filha do chefe Arco-Íris (Miranda).

- Castelo do Rei Maldade - Se passa num castelo tenebroso no meio de um pântano do qual reside o terrível Rei Maldade e seu livro de bruxarias malígnas do qual Juanito e Sombra tem a missão de destruir. Com o tempo os dois fazem amizade com um garoto (Amigo/Pedro) e passam a enfrentar a Bruxa Muito Grito (a serva do Rei Maldade) em seus planos.

- Espaço Exterior - A princípio mostrava as aventuras de Juanito, Sombra e Vanessa explorando o espaço fazendo missões mandadas pela Capitã Estrela (mãe de Juanito), mas com o tempo as histórias passa a focar as aventuras dos três no Planeta Laranja, um planeta seco e poluído onde eles ajudam os moradores a se defenderem de alienígenas malígnos e a preservarem o ambiente do lugar.

## Ligações comAs Trigêmeas
Em diversos episódios é possível ver cameos e referências em relação a série As Trigêmeas, isso devido ao fato de ambas as séries serem produzidas pela Cromosoma e Televisió de Catalunya. Em dois episódios é possível ver os personagens assistindo na televisão o desenho animado da Bruxa Onilda, porém sob o nome de A Bruxa Entediada (o mesmo nome que a série recebeu em Portugal). No episódio em que Vanessa rouba o Sombra de Juanito ele menciona que a única revista que Vanessa lia era a das Trigêmeas. E no episódio em que a irmã de Pedro retorna pra casa no momento em que ela tenta tirar um coelho da cartola o que acaba saindo é a Coruja da Bruxa Onilda.